# Ньясс, Бай Ибрахима
Бай Ибрахима Ньясс (фр. Baye Ibrahima Niasse; 18 апреля 1988, Дакар, Сенегал) — сенегальский футболист, опорный полузащитник и центральный защитник. Брат нападающего «Эвертона» Умара Ньясса.

## Карьера
Выступал за вторую команду французского «Нанси», швейцарский «Ксамакс», кипрский «Аполлон», азербайджанские «Интер» и «Габалу».
В сезоне 2013/14, играя за «Габалу» под руководством российского тренера Юрия Сёмина, стал финалистом Кубка Азербайджана и бронзовым призёром чемпионата. Летом 2014 года вслед за Юрием Сёминым перешёл в российский клуб «Мордовия», с которым подписал двухлетний договор. В начале 2016 года перешёл в состав румынской «Конкордии» из города Кьяжна.